# Московский исламский университет
Частное учреждение — образовательная организация высшего образования Московский исламский институт (ООВО "МИИ") — негосударственное высшее образовательное учреждение по подготовке теологов и мусульманских богословов, находящееся в Москве. В 2020 году, по сообщениям некоторых СМИ, ВУЗ лишён как лицензии, так государственной аккредитации. В ответ на данные публикации Духовное управление мусульман Российской Федерации разъяснило, что институт не лишался аккредитации, а срок её действия истёк в 2019 году, а возможности подать документы на аккредитационную экспертизу нет "по вине третьих лиц". Что касается лицензии, её действие было приостановлено летом 2020 года "по техническим, не зависевшим от МИИ причинам". Позднее, 05.10.2020 г. повторно предоставлена лицензия на осуществление образовательной деятельности №2929 (на основании Приказа о предоставлении лицензии от 05.10.2020 № 999)

## История
После распада Советского Союза возникла проблема подготовки лиц, имеющих высшее исламское образование, так как имевшиеся в СССР два высших исламских учебных заведения находились в Узбекистане. Это стало проблемой не только для мусульманского сообщества, но и для государства: молодые мусульмане устремились в исламские университеты других стран. Хотя многие страны, традиционно исповедующие ислам, встали на путь реформ, жизнь в них резко отличается от реалий светского государства — России. Нужно было начать подготовку духовных деятелей, привыкших к условиям светского государства, осознающих свою ответственность перед государством и обществом.
Университет был открыт в 1999 году на основании решения Духовного управления мусульман европейской части России (ДУМЕР) при поддержке Московского Муфтията на базе Московского высшего духовного исламского колледжа, действовавшего с 1994 года.
С 1999 года по 2005 год шла работа по укреплению материально-технической базы университета, капитальному ремонту здания университета в районе «Люблино» (Москва), разработке образовательных программ, образовательной Концепции и Устава университета, Правил приема, Правил внутреннего распорядка для студентов и преподавателей. Образовательные программы и локальные акты университета учитывают особенности исламского образования.
В 2013 году университет прошёл государственную аккредитацию и получил лицензию на осуществление образовательной деятельности как Московский исламский институт.Повторно бессрочная лицензия была получена в 2016 году.
МИУ (МИИ) являлась негосударственным образовательным учреждением высшего профессионального и послевузовского профессионального образования.
В вузе реализовывались образовательные программы среднего профессионального образования, высшего профессионального образования, а также образовательные программы послевузовского профессионального образования, осуществлялась переподготовка и повышение квалификации работников.
Право поступления в МИУ(МИИ) имели лица мужского и женского пола в возрасте от 17 до 35 лет, окончившие мусульманские средние учебные заведения и имеющие общее среднее образование.
Подготовка бакалавров по направлению «теология» осуществлялась на очной (4 года), очно-заочной (5 лет), заочной (5 лет) формах обучения. Изучались такие специализированные и общегуманитарные предметы, как коранистика, хадисоведение, культовая практика, профетология, вероубеждение, сектология, исламское право, основы проповеднической деятельности, история, философия и мусульманская богословская мысль России, этика, источниковедение, исламская культура и этика, педагогика, экономика, арабский, русский, турецкий, английский языки, правоведение, религиоведение, психология, информатика.
В рамках института осуществлялась также подготовка имамов, проповедников, специалистов по религиозному просветительству. При Московском Исламском университете действовал факультет среднего профессионального образования.
Студенты МИУ (МИИ) имели возможность посещать лекции известных российских проповедников и теологов. Методологической основой в МИУ служила школа имама Абу Ханифы (ханафитский мазхаб).
При МИУ (МИИ) действовало подготовительное отделение (1 год), воскресные школы в проезде Кирова и на Выползовом переулке (2 года) и курсы арабского языка (2 года), культурно-образовательные курсы фонда «Надежда». Стипендией и  общежитием студенты не обеспечивались.
Количество студентов около 300 человек.(на 2020 год)
Выпускники МИУ (МИИ) трудятся не только имамами, но и переводчиками, учителями в исламских и других учебных заведениях, журналистами, религиоведами, библиотекарями и т. д.

## Ректоры
- Муртазин Марат Фахрисламович (1999—2012)[6]
- Хайретдинов Дамир Зинюрович (2012-2017)[7]
- Мухетдинов Дамир Ваисович (2017-по н.в.)